# Nicola Capasso (vescovo)
Nicola Capasso (Frattamaggiore, 2 agosto 1886 – Frattamaggiore, 27 aprile 1968) è stato un vescovo cattolico italiano, noto per il suo impegno durante la resistenza, nella seconda guerra mondiale contro le truppe germaniche, fu proposto medaglia d'oro al valore civile dal ministro di allora Scelba, ma egli rifiutò.

## Biografia
Nicola Capasso nacque a Frattamaggiore nel 1886,  venne ordinato sacerdote nel 1910. Laureato in lettere presso l'Università di Napoli.
Fu parroco a Frattamaggiore nella chiesa di San Rocco dal 1920 al 1932, fu poi rettore presso il seminario di Aversa, fu in seguito eletto vescovo di Acerra nel 1933. Si distinse nel secondo conflitto mondiale per il coraggio e l'abnegazione anche a rischio della propria incolumità personale contro l'occupante tedesco.
Avendo rastrellato i tedeschi un certo numero di cittadini acerrani (50 circa), con loro anche il parroco,  con la minaccia di essere fucilati tutti, il vescovo Capasso, accorse in loro aiuto, si oppose con fermezza a tale vile atto, protestando contro il comandante,  ma ebbe lo stesso trattamento fu fatto prigioniero e malmenato, in seguito i tedeschi decisero di liberare tutti. Per questo suo comportamento coraggioso fu proposto dal ministro degli interni di allora Scelba, per la medaglia d'oro al valore civile ma egli rifiutò.
Si dimise da vescovo di Acerra il 16 febbraio 1966 dopo di lui la diocesi rimase vacante per 12 anni, fino alla nomina del successore (Mons.Antonio Riboldi) avvenuta nel 1978.  Ritiratosi nella natia Frattamaggiore, morì il 27 aprile 1968.

## Genealogia episcopale
La genealogia episcopale è:
- Cardinale Scipione Rebiba
- Cardinale Giulio Antonio Santori
- Cardinale Girolamo Bernerio, O.P.
- Arcivescovo Galeazzo Sanvitale
- Cardinale Ludovico Ludovisi
- Cardinale Luigi Caetani
- Cardinale Ulderico Carpegna
- Cardinale Paluzzo Paluzzi Altieri degli Albertoni
- Papa Benedetto XIII
- Papa Benedetto XIV
- Papa Clemente XIII
- Cardinale Marcantonio Colonna
- Cardinale Giacinto Sigismondo Gerdil, B.
- Cardinale Giulio Maria della Somaglia
- Cardinale Carlo Odescalchi, S.I.
- Cardinale Costantino Patrizi Naro
- Cardinale Serafino Vannutelli
- Cardinale Domenico Serafini, Cong. Subl. O.S.B.
- Arcivescovo Carlo Gregorio Maria Grasso, Cong. Subl. O.S.B.
- Arcivescovo Carmine Cesarano, C.SS.R.
- Vescovo Nicola Capasso